# Fachr ad-Dīn II.

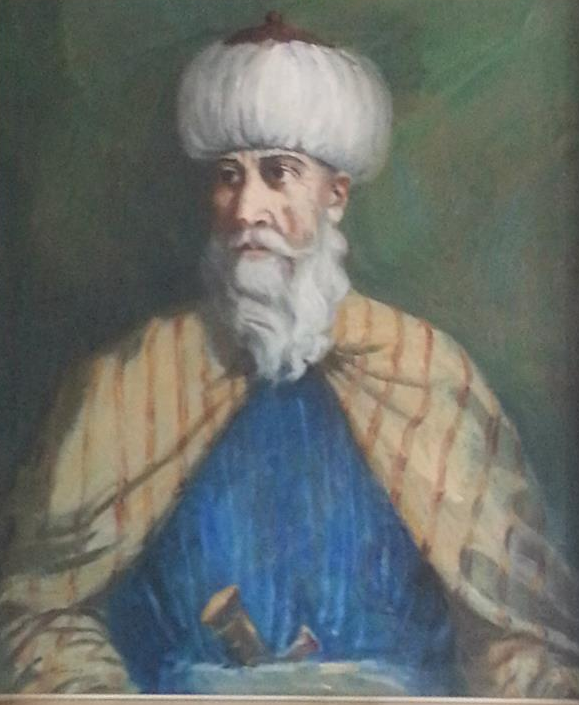
Faccardino grand emir dei Drusi – Porträt von Fakhreddine aus der Zeit in Toscana

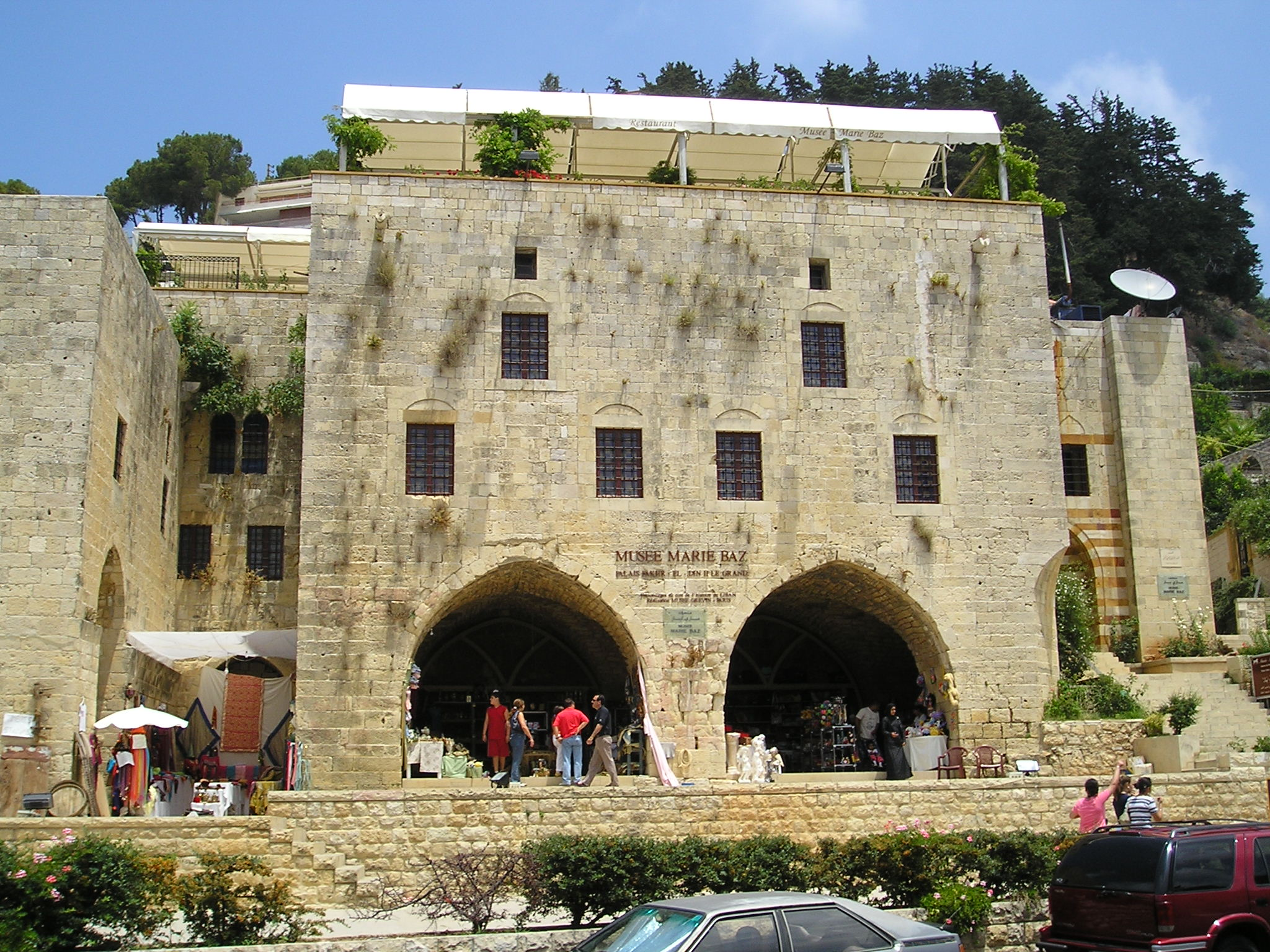
Der Palast von Fakhreddine in Deir el-Qamar

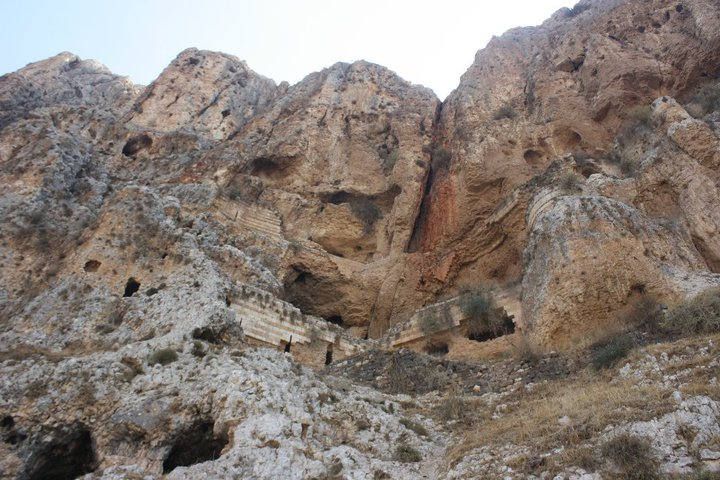
Eine Festung von Fakhreddine II. am Berg Arbel in der Nähe des drusischen Heiligtums Nabi Schuʿaib, Israel

Emir Fachr ad-Dīn II. (arabisch فخر الدين بن معن, DMG Faḫr ad-Dīn b. Maʿn oder فخر الدين المعني الثاني, DMG Faḫr ad-Dīn al-Maʿnī aṯ-ṯānī, englisch Fakhr al-Din oder französisch Fakhreddine; geb. 6. August 1572; gest. 13. April 1635) war ein drusischer Fürst. Er entstammte der Familie Maʿan und war Herrscher des Emirats des Chouf. Wiederholt strebte er größere Unabhängigkeit seines Herrschaftsbereiches gegenüber den Osmanen an und wird daher gelegentlich als der „Erste Mann des Libanon“ bezeichnet.

## Leben

### Herkunft
Fachr ad-Dīn wurde in Baaklin geboren. Er war der Sohn von Fürst Qorqmaz ibn Maʿn (Korkmaz, arabisch الامير قرقماز بن معن = der Furchtlose; gest. 1583) und Sit Nasab (arabisch الست نسب) einer Dame der Familie Tanukhi. Den Titel „Emir“ (arab. Fürst) bekam er, weil seine Familie eine herausragende Rolle im Gebiet des Chouf und darüber hinaus einnahm. Oft wird er als „Fachr ad-Dīn II.“ bezeichnet, um ihn von seinem Großvater Fachr ad-Dīn I. (gest. 1544) zu unterscheiden. Wie auch andere Mitglieder seiner Familie führte er auch den Titel Sandschakbey (Gouverneur/Steuerbeauftragter eines Sandschaks) von Sidon oder Beirut. Seine ersten Lebensjahre verbrachte er nach einigen Quellen im Dorf Abey (عبيه). Sein Vater und Großvater waren von den Osmanen hingerichtet worden. Seine Mutter ließ ihn in Keserwan von der christlich-maronitischen Familie Khazen erziehen, deren gleichaltriger Sohn Abu Nadir bis zum Schluss sein Freund und Berater blieb.

### Karriere
1608 schloss Fachr ad-Dīn eine Allianz mit dem italienischen Großherzogtum Toskana. Sie bestand aus einem öffentlichen wirtschaftlichen Vertrag und einem geheimen militärischen Abkommen. In dieser Zeit baute er seine Festungen aus und errichtete auch den Palast in Dair al-Qamar.
Fachr ad-Dīns Ambitionen, seine Popularität und sein unerlaubtes diplomatisches Vorgehen setzte die Osmanen in Alarmbereitschaft. Hafız Ahmed Pascha, der Muhafız von Damaskus, wurde 1613 entsandt, um eine militärische Operation im Libanon durchzuführen und die Macht von Fachr ad-Dīn einzuschränken.
Angesichts der überlegenen Armee von Hafız mit 50.000 Mann entschied sich Fachr ad-Dīn für ein Exil in Toskana. Die Regierungsgeschäfte überließ er in dieser Zeit seinem Bruder und seinem Sohn, Emir Yunis und Emir Ali Bey. Sie konnten die meisten der Festungen (beispielsweise Banyas (Subayba) und Niha) halten. Seiner stehenden Armee von Sekban (Söldnern) hatte er den Lohn für zwei Jahre ausgezahlt, um ihre Loyalität zu erkaufen.

### Exil
In Toskana wurde Fachr ad-Dīn von der Familie Medici 1613 als Gast aufgenommen. Er wurde vom Herzog Cosimo II. empfangen und in den zwei Jahren seines Aufenthaltes dort ausgehalten. Drei weitere Jahre verbrachte er bis 1618 als Gast des Herzogs von Osuna, des spanischen Vizekönigs von Sizilien und Neapel. Fachr ad-Dīn warb für einen Kreuzzug, um sein Heimatland von der Osmanischen Herrschaft zu befreien. Seine Bemühungen brachten jedoch nicht den gewünschten Erfolg. Er musste erkennen, dass es den europäischen Mächten wichtiger war, mit den Osmanen Handel zu treiben. Durch seinen Aufenthalt wurde er jedoch Zeuge der Renaissance in Europa und transportierte einige der Ideen und architektonischen Elemente in seine Heimat.

### Rückkehr und Fall
1618 hatten politische Umwälzungen die meisten von Fachr ad-Dīns Feinden verschwinden lassen, so dass er in den Libanon zurückkehren konnte. In kurzer Zeit gelang es ihm, sein Herrschaftsgebiet zu vereinen und sogar an Emir Yusuf Pascha ibn Siyfa Rache zu nehmen, indem er dessen Stützpunkt in Akkar einnahm, dessen Palast zerstörte und die Kontrolle über die Ländereien übernahm. Damit bekam er auch die Territorien wieder unter seine Kontrolle, die er 1613 in Sidon, Tripoli, Bekaa und anderswo verloren hatte. Unter seiner Herrschaft wurden Druckereien errichtet und Jesuiten ermutigt, Schulen im ganzen Land zu errichten.
1623 zog er jedoch den Zorn der Osmanen auf sich, als er sich weigerte, eine Armee auf dem Rückweg von der persischen Front in Bekaa überwintern zu lassen. Mustafa Pascha, der Gouverneur von Damaskus, startete erneut eine Kampagne gegen ihn, die in der Schlacht von Majdal Anjar gipfelte, wo es den Truppen von Fachr ad-Dīn gelang, trotz eines übermächtigen Gegners, den Pascha zu fangen und einen wichtigen Sieg zu erringen. Vor allem al-Chalidi as-Safadi stellt in seinem Werk (in Arabisch) die Ereignisse dieser Zeit dar.
Die Osmanen wurden jedoch immer unzufriedener mit der wachsenden Macht des Fürsten und mit seinen Verbindungen nach Europa. 1632 wurde Küçük Ahmed Pascha zum Muhafız von Damaskus ernannt. Er war ein ausgesprochener Rivale von Fachr ad-Dīn und ein Freund von Sultan Murad IV. Murad befahl Küçük Ahmed Pascha den Libanon anzugreifen und Fachr ad-Dīn abzusetzen. Er stellte seine Flotte zur Verfügung.
Dieses Mal entschied sich Fachr ad-Dīn im Libanon zu bleiben und die Offensive abzuwehren. Der Tod seines Sohnes Emir Ali Bey in Wadi el-Taym war jedoch der Anfang seiner Niederlage. Bald darauf musste er Zuflucht in den Höhlen von Tyron zu Niha suchen. Er ergab sich dem osmanischen General Ca’fer Pascha, den er gut kannte.
Fachr ad-Dīn wurde nach Istanbul gebracht und im Yedikule-Gefängnis zwei Jahre lang inhaftiert. 1635 wurde er vor den Sultan gerufen und wegen Hochverrats angeklagt. Am 13. April 1635 wurde er zusammen mit einem Sohn oder zwei Söhnen hingerichtet. Es gibt allerdings Gerüchte, dass der jüngere Sohn begnadigt wurde, im Harem aufwuchs und später als Botschafter nach Indien gesandt wurde.

## Kontroversen um Konversion
Es gibt Gerüchte, dass Fachr ad-Dīn insgeheim den christlichen Glauben angenommen hatte. Die ersten Gerüchte stammen aus den Memoiren von Fachr ad-Dīns Leibarzt, dem Franziskaner Eugène Roger, diese Angaben werden jedoch nirgendwo bestätigt. Schon während seiner Zeit in Italien bemühten sich viele Kleriker, ihn zu einer Konversion zu bewegen, er wehrte dies jedoch immer ab mit der Begründung: “Wir sind hierhergekommen um über Politik zu sprechen und nicht um unsere Religion zu wechseln.”

## Nachfolge
Nach seinem Tod übernahm sein Neffe Melhem (1635–1658) und danach dessen Söhne
- Korkmaz (II) (ermordet 1665)
- Ahmed (Ahmed Maʿn; † 1697)

die Regierung im Kernland des Chouf. Ahmeds Sohn Melhem verstarb und er hatte keine weiteren männlichen Erben, daher folgte nach seinem Tod 1697 die verwandte Familie Schihab (Chehab) als „Emire des Berg Libanon“ nach.

## Nachkommen
Fachr ad-Dīn hatte eine ganze Anzahl an Kindern. Von den Söhnen kennt man:
- Ali (gefallen in der Schlacht gegen die Osmanen 1634), Regent von 1613 bis 1618 während des Exils seines Vaters.
- Haidar (hingerichtet 1635)
- Mansur (hingerichtet 1635)
- Buluk (hingerichtet 1635)
- Husain, wurde osmanischer Kammerherr
- Hasan